# Atxúievo
Atxúievo - Ачу́ево (rus) - és un poble del krai de Krasnodar, a Rússia. Es troba a la vora esquerra del riu Protoka, juntament a la desembocadura a la mar d'Azov, a 58 km al nord-oest de Slàviansk-na-Kubani i a 120 km al nord-oest de Krasnodar, la capital.
Pertany a aquest municipi la població de Slobodka.